# Black Moon Clan
El Clan Black Moon (ブラックムーン一族 Burakku Mūn Ichizoku?) o también llamados, la Familia Black Moon es un grupo de personajes ficticios también conocido como el "Clan de la Luna Negra" o la "Familia de la Luna de las Tinieblas". Es un grupo de villanos ficticios creados por Naoko Takeuchi para el segundo arco de la serie de manga y anime Sailor Moon. Son presentados en el segundo arco argumental del manga original (conocido popularmente por el nombre de "arco Luna Negra"), así como también en la segunda temporada de la serie de anime de los años 1990, llamada Sailor Moon R, y en la temporada 2 de Sailor Moon Crystal.
El objetivo de este clan es conquistar el planeta Tierra del siglo 30, con ayuda del poder de un cristal llamado el Cristal Oscuro. Para esto intentan destronar a la Neo Reina Serenity, que protege al planeta con el poder del Cristal de Plata, y atacan la ciudad donde ella vive, llamada Tokio de Cristal. Cuando la hija de la Neo Reina, Chibiusa, escapa de su ataque viajando por el tiempo al siglo XX, un grupo de integrantes del clan viajan también al pasado para perseguirla.
Chibiusa consigue la protección de su futura madre, quien es todavía entonces la adolescente Usagi Tsukino, que combate el mal transformada en la justiciera Sailor Moon. Así es como la protagonista acaba enfrentándose a Black Moon. Ellos además planean evitar a toda costa que el reinado de ella en su propia época llegue a hacerse una realidad. Para eso ponen en marcha en el siglo XX una serie de tretas, con el propósito de cambiar la Historia.

## Historia

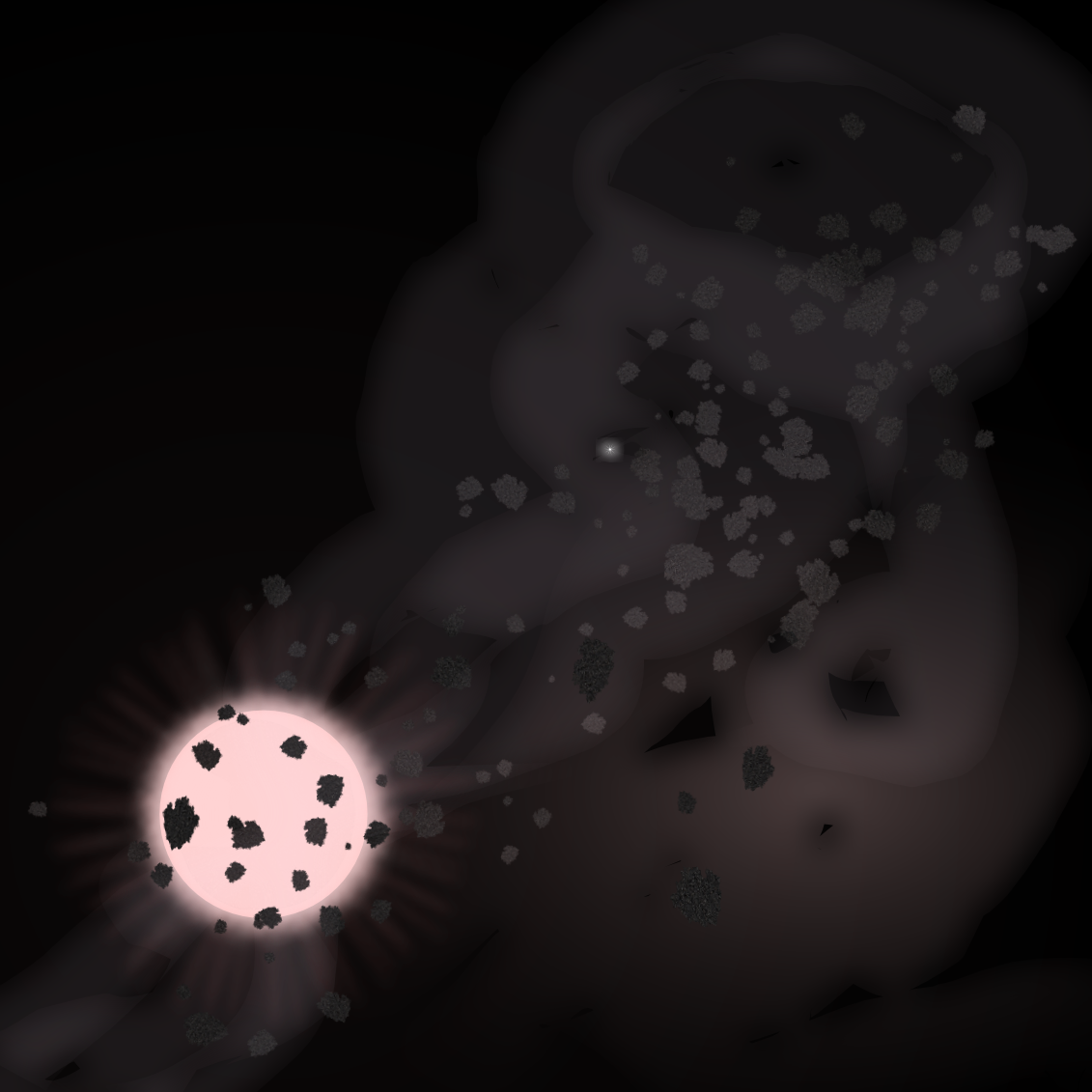
Una concepción artística del mítico planeta Némesis; incorporado en la serie para aparecer como la base de operaciones de estos villanos.

Tanto en la versión del manga como en las del primer y segundo anime, se cuenta que este grupo se formó luego de que la protagonista, Usagi Tsukino, se convirtiera en soberana y protectora de la Tierra, con el nombre de "Neo Reina Serenity". Una vez en el trono, ella inició importantes cambios que mejoraron la vida de todos en el planeta, aunque trajeron el descontento de algunos de los habitantes, los cuales más tarde darían origen al Clan de Black Moon.
Este clan es el grupo de villanos de la segunda temporada, durante la cual se revela que ellos son los actuales residentes del planeta "Némesis", en el siglo 30.  La existencia de este planeta, décimo planeta del Sistema Solar, había sido considerada como un mito; objeto de leyendas e incluso una hipótesis científica. La verdad de éstas nunca había podido probarse. Sin embargo, en el mundo del futuro, una vez que se pudo detectar la energía negativa que despedía, su presencia se pudo comprobar con certeza; con lo cual se supo que la razón por la que no había podido ser localizado se debía a su órbita y trayectoria "erráticas". En este planeta se encuentra el Cristal Oscuro, un objeto de gran poder que es capaz de absorber energía distorsionando el tiempo y el espacio, igual que un agujero negro.

### Manga
En la versión del manga y en Sailor Moon Crystal, el cambio que realizó la Neo Reina Serenity fue el de otorgar a todas las personas de la Tierra una longevidad de miles de años, con ayuda del poder de su Cristal de Plata. Además su reinado logró también convertir al planeta en un lugar pacífico desde finales del siglo XX. A pesar de ello, tras una larga era de paz y longevidad, Tokio de Cristal sufrió los ataques de un criminal conocido como el Fantasma de la Muerte. Este tenía como distintivo una marca de la luna creciente en la frente, de color negro. Fue apresado por la Neo Reina y enviado a un planeta desolado del Sistema Solar, Némesis. Desterrado durante siglos, el Fantasma de la Muerte se juró a sí mismo que regresaría cobrando venganza.
Siglos más tarde, un grupo de personas de la Tierra, llenas de maldad y ansias de poder, se rebelan contra la Neo Reina Serenity, diciendo que la paz y longevidad introducidas por ella son "antinaturales". Un misterioso ser llamado "Gran Sabio" los convence de ir a Némesis a buscar el Cristal Oscuro, cuyo poder les ayudaría a destronarla.
Desde entonces, estas personas rebeldes se autodenominan "el clan Black Moon", puesto que adoptan como símbolo la marca de la luna negra creciente. Puesto que poseen los mismos poderes sobrenaturales que alguna vez tuvo el Fantasma de la Muerte (el poder del "ojo demoníaco" y el de las "manos demoníacas"), la gente de Tokio de Cristal cree que ellos podrían ser los descendientes del propio Fantasma de la Muerte.

### Primer anime
En la versión animada de los años 1990 se cuenta que una vez en el trono la Neo Reina Serenity purificó a todos los habitantes de la Tierra, liberándolos de toda ansia de maldad con el poder del Cristal de Plata. Los miembros de Black Moon descienden de personas que se fueron de la Tierra porque no querían ser purificados. Se refugiaron en el planeta Némesis; pero como este era un lugar desolador, sus descendientes anhelaban poder volver a vivir en su hogar original. Entonces apareció un hombre llamado el Gran Sabio y los convenció de que, como las personas de la Tierra eran sus enemigos, para poder vivir allí de nuevo tendrían que tomar el planeta por la fuerza, con ayuda del poder de un objeto llamado el Cristal Oscuro. Es entonces cuando ellos asumen la identidad del grupo Black Moon, y deciden atacar la ciudad de Tokio de Cristal.

## Miembros

### Wiseman
Wiseman (ワイズマン Waizuman?, en español "Gran Sabio" u "Hombre Sabio"), llamado también El Fantasma de la Muerte (デス・ファントム Dezu Fantomu?), es el consejero del grupo Black Moon y uno de los principales villanos de la segunda temporada. Una figura extraña e inmortal, él es el verdadero dueño del Cristal Oscuro. Procedente también del siglo 30, él aparece como una misteriosa figura masculina, cubierta casi totalmente por un amplio manto. Con su rostro siempre escondido bajo una capucha, usualmente se lo ve manipulando una especie de bola de cristal y flotando en el aire con las piernas cruzadas, como si estuviera sentado. Tiene motivaciones y maniobras secretas que oculta del resto del Clan, a quienes tampoco ha revelado sus verdaderos propósitos. Entretanto, los demás integrantes del clan de Black Moon, ignorantes de todo esto, trazan sus propias estrategias para dominar el mundo.
Al principio, el Gran Sabio se limita a jugar su rol de consejero, manipulando a todos a su alrededor como si fueran marionetas. Les permite a los de Black Moon hacer uso del Cristal Oscuro para crear el caos en la Tierra y Tokio de Cristal en el siglo 30, y luego en el Tokio del siglo XX, sin revelarles su verdadero origen. Finalmente, con el tiempo, pone en marcha sus propios planes. Cuando en uno de sus viajes al futuro Chibiusa se separa de las Sailor Senshi, él aprovecha la oportunidad para capturarla y usar su magia sobre ella, transformándola en la malévola Black Lady. Con su ayuda, intenta vencer a Sailor Moon y las Sailor Senshi, para después tratar de adueñarse del Cristal de Plata. Tanto en el manga como en el anime, revela hacia el final de la saga que su verdadero objetivo no es, como el del resto de Black Moon, lograr la conquista de la Tierra, sino la destrucción completa del planeta. Es entonces cuando por fin se confirma su papel como principal antagonista de esta temporada.
El personaje del Gran Sabio posee la capacidad de levitar en el aire y de viajar en el tiempo, así como la de hechizar a sus víctimas para tenerlas bajo su control, o atacarlas con grandes cantidades de energía maligna. En la versión española del manga, sus habilidades sobrenaturales son denominadas "mirada demoníaca" y "manos demoníacas". La "mirada demoníaca", habilidad que el Gran Sabio también le confiere al Príncipe Diamante, es el poder de controlar o atacar a otros sólo con la mirada. Las "manos demoníacas", que en las versiones del manga y de Crystal son brevemente otorgadas también a Zafiro y a Esmeralda, consisten en nuevos brazos y manos, negros y monstruosos, dotados de gran fuerza y agilidad, los cuales son capaces de alargarse y extenderse para atacar a las víctimas y absorber su energía.
- En el manga

En la versión del manga, el "Gran Sabio" no es más que un falso disfraz asumido por un antiguo criminal del planeta Tierra, el Fantasma de la Muerte. Lo utiliza para mantener engañados tanto a los integrantes de Black Moon como a las Sailor Senshi, mientras esconde de todos su identidad verdadera.
Su identidad real en el siglo 30 es la de la voluntad o espíritu que rige a todo el planeta Némesis.  Esto es porque, en el pasado, cuando el criminal "Fantasma de la Muerte" fue derrotado por primera vez, por la Neo-Reina Serenity, en lugar de ser ejecutado fue desterrado a dicho planeta; ya que seguía siendo un humano. Desafortunadamente, allí fue donde obtuvo un cristal cuyo poder rivalizaba con el de la Neo Reina; dándole a este el nombre de Cristal Oscuro. Durante los largos siglos de destierro, murió, pero su espíritu acabó fusionándose con el planeta Némesis y el Cristal Oscuro, convirtiéndose los tres en uno solo y jurando venganza. Su oportunidad de vengarse le llegó más tarde, cuando encontró en la Tierra a un grupo de personas llenas de maldad y ansias de poder que se rebelaban contra la Neo Reina Serenity.
Entonces, el Fantasma de la Muerte asume el disfraz del "Gran Sabio" y les habla del Cristal Oscuro. Les proporciona fragmentos pequeños (que luego ellos comienzan a llevar como aretes); para que puedan comprobar su poder. Así los convence de ir a Némesis a buscar el resto del cristal para lograr el dominio de ambos mundos. Una vez que se cansa de los del Clan, mata a Rubeus y hechiza a los últimos sobrevivientes Zafiro y Diamante, forzándolos a seguir sus órdenes y las de Black Lady. Cuando estos son derrotados, por fin muestra su forma como el planeta Nemesis y ataca a Tokio de Cristal y a la Tierra con grandes cantidades de energía negativa. Cuando Sailor Moon lo enfrenta, ella resulta atraída hacia Némesis gracias a su campo gravitacional; pero con ayuda de Chibiusa y de Tuxedo Mask logra usar el Cristal de Plata para destruirlo definitivamente.
Más adelante, en la quinta y última temporada del manga, se revela que fue gracias a él que una de las últimas grandes villanas de la serie, Sailor Galaxia, se enteró sobre la existencia del caldero galáctico antes de su encuentro con Chaos. Al igual que otros grandes villanos anteriores como la reina Metalia, Pharaoh 90 y la reina Neherenia; el Fantasma de la Muerte o Gran Sabio era también en realidad una criatura nacida de Chaos, el cual es finalmente revelado como el verdadero origen del mal y por lo tanto el antagonista principal de toda la serie.
- En el primer anime

En la versión animada de los años 1990 el Gran Sabio es una entidad maligna y sobrenatural que manipula a los habitantes de Némesis para realizar sus propios planes.  De orígenes desconocidos, usa el nombre de Fantasma de la Muerte como otra forma de denominarse a sí mismo. Tiene la habilidad de moverse casi libremente para viajar en el tiempo; así como la de influenciar la mente para transformar los cuerpos, las memorias y los sueños de otras personas. El grupo Black Moon piensa que los está ayudando a consumar su venganza contra la gente de la Tierra, que había expulsado a sus ancestros. Sin embargo el Gran Sabio afirma que, en su calidad de "Fantasma de la Muerte", su verdadero propósito es utilizar al grupo como una herramienta con la cual generar energía maligna y aumentar el poder del Cristal Oscuro. Esto es para reunir secretamente el poder necesario para su propio objetivo; el cual es convertirse en una especie de deidad que surgiría para eliminar toda forma de vida, con el fin de iniciar una nueva era de "silencio y pureza" en todo el mundo. Cuando los últimos sobrevivientes de Black Moon comienzan a sospechar de sus motivaciones, el Gran Sabio empieza a eliminarlos uno por uno.
Primero se deshace de Esmeralda. Luego, manipulando los recuerdos de Chibiusa logra transformarla en Black Lady, perversa entidad que distraería al grupo de las Sailor Senshi mientras él activa un mecanismo para destruir la Tierra. Zafiro descubre este plan e intenta advertir a su hermano Diamante, sólo para terminar siendo también asesinado. Finalmente, el Gran Sabio intenta atacar a Sailor Moon, pero ella es salvada por el príncipe Diamante, quien se interpone en el ataque y muere en su lugar. Las Sailor Senshi logran recuperar a Chibiusa haciendo desaparecer a Black Lady; luego ella y Sailor Moon derrotan al Gran Sabio, regresando a Némesis y al planeta Tierra a la normalidad.
Solo en algunos libros de arte oficiales del anime de los 90 se describieron la identidad real, así como los orígenes del Sabio, de manera similar a la del manga: caracterizando a "Death Phantom", también allí, como a un ser originado en el planeta Tierra; quien había sido el verdadero responsable tanto del ataque de los ancestros originales de Black Moon contra Tokio de Cristal, como de la debilidad sufrida por la Neo Reina Serenity desde su primer enfrentamiento con él (también, en ese momento).

### Prince Demand
Prince Demand (プリンス・デマンド Purinsu Demando?, Príncipe Diamante en el doblaje al español; cuyo nombre original también se deriva del gairaigo para la piedra epónima) es un joven de cabello corto plateado, y ojos de color púrpura, que viste un traje blanco con una larga capa. Es el líder de los villanos de la segunda temporada, el grupo Black Moon, mientras el Gran Sabio es su principal consejero. Desde su base de operaciones en el planeta Némesis, él es quien decide iniciar la conquista de la Tierra en el siglo 30, así como usar el poder del Cristal Oscuro para atacar Tokio de Cristal. Su hermano menor, Zafiro, lo acusa de ser "impulsivo" y destructivo". Según Naoko Takeuchi, sólo aparenta tener dieciocho años de edad.
Durante el ataque, Diamante y la Neo Reina Serenity se encontraron frente a frente. Diamante quedó tan profundamente impresionado, que su deseo de volver a verla pronto creció hasta convertirse en una obsesión. A pesar de eso, dicha atracción no fue motivo para que cesara en sus ataques. Por esa razón envió a Rubeus y a las Hermanas Ayakashi al siglo XX tras la fugitiva hija de la Neo Reina, Chibiusa. Más tarde, Diamante descubre que la justiciera que protege a la niña, Sailor Moon, es la identidad de la futura Neo Reina Serenity en el pasado; por lo cual aprovecha la primera oportunidad para secuestrarla y tratar de someterla a su voluntad. Sin embargo, Sailor Moon consigue escapar antes de que lo logre. Finalmente, el príncipe Diamante acaba descubriendo los engaños del Gran Sabio y muere durante sus intentos de vengarse.
En todas las versiones de la serie, las habilidades sobrenaturales del príncipe Diamante incluyen la levitación, la capacidad de atacar a otros con rayos de energía maligna y el poder de la "mirada demoníaca" (邪眼 ojo maligno?, en inglés "evil vision"); el cual le permite utilizar la facultad de la telekinesis así como controlar a otros por medio de una especie de tercer ojo oculto sobre su frente.
- En el manga

En la versión del manga y de Sailor Moon Crystal, el príncipe Diamante no es un nativo de Némesis; sino que llega por primera vez a este deshabitado planeta en busca del poderoso Cristal Oscuro. A diferencia de como ocurre en Sailor Moon R, además, él aquí jamás viaja personalmente al pasado; sino que deja todas las misiones en el siglo XX a cargo de Rubeus y las Hermanas Ayakashi. Una vez que comprueba que Sailor Moon es la futura Neo Reina, ordena a estos subordinados raptar a las amigas de ella, las Sailor Senshi, y traerlas al siglo 30 como parte de una estratagema para obligar a Sailor Moon a viajar al futuro. A continuación, secuestra a la propia Sailor Moon, pero esta logra liberar a sus amigas y escapar con ayuda de una Llave del Tiempo que le ha entregado Sailor Pluto.
Como él y Zafiro empiezan a cuestionar al Gran Sabio, este los hechiza para tenerlos bajo su control y enviarlos a luchar contra las Sailor Senshi. Diamante se libera de las manipulaciones del Gran Sabio; pero Black Lady envía a Zafiro, su propio hermano, a eliminarlo. Diamante entonces lo mata sin demasiadas contemplaciones. Enterado ya de que ha sido utilizado como títere, trata de juntar el Cristal de Plata del pasado con el del futuro; para causar una paradoja temporal que acabaría con el universo conocido. Sailor Pluto lo evita utilizando su poder prohibido de detener el Tiempo. Este momento es aprovechado por Sailor Moon para arrebatarle ambos cristales. Puesto que Diamante trata de matarla una vez que el Tiempo vuelve a su curso normal, ella y Tuxedo Mask lo aniquilan con sus ataques combinados. Este último desenlace fue alterado, sin embargo, en la adaptación de Sailor Moon Crystal, donde Diamante muere durante su inesperado enfrentamiento contra el Gran Sabio; tras haber descubierto que este sólo lo había estado utilizando como cebo para sus propias maquinaciones.
En las versiones del manga y de Crystal, el príncipe Diamante es un individuo mucho más inescrupuloso, malévolo y cruel que su contraparte de la primera versión animada. A diferencia de como se lo muestra en Sailor Moon R (su primera adaptación televisiva), sus acciones son aquí más despiadadas: entre ellas se cuentan el haber atacado personalmente a una niña pequeña de Tokio de Cristal e incluso a su propio hermano, el haber tratado de abusar de Usagi Tsukino y haberla golpeado con violencia, así como también haber tratado de destruir el universo sólo para saciar su propio desengaño. No tiene ningún especial interés por el propio y misterioso planeta Némesis, más allá de utilizarlo como una nueva fuente de poder y base de operaciones. Sus principales motivaciones parecen ser la ambición así como la sed de poder, el creer en la supremacía del más fuerte y el deseo de someter a la Neo Reina Serenity. Asimismo, el Diamante de la versión gráfica tampoco parece preocuparse demasiado por la suerte de sus seguidores en esta trama. Aunque Rubeus, las Hermanas de la Persecución, Esmeralda y su propio hermano perecen a lo largo de la saga, ninguna de estas muertes recibe demasiados comentarios por parte del personaje.
- En el primer anime

En la versión animada de los años 1990, Diamante es un líder mucho más humano y menos egoísta que el Diamante de la versión del manga. No sólo debe preocuparse por el bienestar de los miembros de Black Moon, sino de todos los habitantes de Némesis. A diferencia de como que ocurre en el manga y en Crystal, en esta adaptación se cuenta que Diamante (al igual que su hermano Zafiro) nació y creció en este planeta; el cual no es aquí un sitio completamente abandonado, sino que constituye un mundo inhóspito pero igualmente habitado. Sus principales motivaciones para atacar Tokio de Cristal son la de vengar el exilio de su gente en el planeta Némesis (junto con sus sufrimientos padecidos en ese lugar desolado), así como la de tomar la Tierra si es necesario por la fuerza; para darles un mejor lugar donde vivir. Si bien sus métodos no son éticos, sus fines no son enteramente egoístas; especialmente si se los compara con los de su contraparte del manga.
Aunque el príncipe también consigue secuestrar a la protagonista, Sailor Moon, en esta trama; este intento es saboteado por Esmeralda, quien está enamorada de él y celosa de la justiciera en esta adaptación. Esto la lleva a querer mantenerlos alejados uno del otro a toda costa; con lo cual interviene secretamente para distraer a su líder, permitiendo que Sailor Moon sea rescatada por Tuxedo Mask. A pesar de ello, este fracaso no logra disuadir a Diamante; cuya obsesión por atrapar a la joven se convierte en una gran distracción respecto a sus planes originales, hasta el punto en que los conflictos de Diamante con su hermano Zafiro aumentan cada vez más. Sin embargo, una vez que tanto este como Esmeralda perecen a manos del Gran Sabio, las palabras de Sailor Moon finalmente hacen recapacitar al personaje; quien muere tras confrontar a su consejero para vengar al resto del clan.
Distintivamente, el Diamante de la primera serie animada se diferencia por su capacidad de escuchar y finalmente admitir lo equivocado de su proceder, tratar de enmendar su error, y por haber sacrificado su propia vida para salvar a la protagonista, Sailor Moon. Por estas razones, se puede decir que es más bien un antihéroe y no un típico villano.

### Blue Saphir
Blue Saphir (蒼のサフィール Ao no Safīru?, conocido como Zafiro en el doblaje inglés y español, y cuyo nombre se deriva de la misma gema también en la versión original) es el hermano menor del Príncipe Diamante, el líder del grupo Black Moon en la segunda temporada. De carácter más cauto y racional que sus demás compañeros, el personaje de Zafiro es el único integrante del clan de Black Moon que no usa aretes negros hechos con fragmentos del Cristal Oscuro, a pesar de haber sido quien los inventó.
Tanto en el manga como en el anime, Zafiro es el encargado de controlar el reactor de fusión del Cristal Oscuro (un dispositivo que convierte el poder del Cristal Oscuro en energía), y es el primero en sospechar de las verdaderas intenciones del Gran Sabio. Tiene numerosos conflictos con su hermano Diamante. Estos se deben a la fascinación de Diamante con la Neo Reina Serenity, a su confianza ciega en el poder del Cristal Oscuro (y en la lealtad del Gran Sabio), y a su tendencia a planear sin demasiada reflexión o prudencia los ataques sobre Tokio de Cristal. A pesar de todas sus advertencias, con el tiempo tanto él como otros integrantes del clan Black Moon resultan aniquilados de diferentes maneras, en medio de sus intentos de conquistar la Tierra.
- En el manga

Junto con sus asistentes Veneti y Aquatici, Zafiro se encarga de controlar el reactor de fusión del Cristal Oscuro, el cual está en el corazón del planeta Némesis, constituyendo la única vía de salida para toda la energía contenida en el interior del planeta. A través del reactor, Zafiro manipula el poder generado para producir los ataques sobre Tokio de Cristal, y luego para hacer posibles los viajes en el tiempo del grupo Black Moon así como también crear sirvientes "droides" que los asistan.
Como supervisor del reactor, Zafiro es el primero en comprender el potencial peligro que representa el poder del Cristal Oscuro. Percibe que un poder tan grande, desconocido e impredecible como ese fácilmente podría volverse en su contra. Por eso, comienza a creer que la obsesión de su hermano Diamante con Usagi lo está estimulando a actuar con imprudencia y olvidar sus verdaderas metas.
Esto no hace más que acrecentar su propio desprecio hacia la futura Neo Reina, a quien ya consideraba una mujer "temible"; cuya mera existencia, junto con la del Cristal de Plata, había distorsionado por sí sola la Historia. Por esto, cuando Usagi escapa de Diamante por los pasillos del palacio Black Moon y se tropieza con Zafiro, él intenta asesinarla con ayuda de sus sirvientes Veneti y Aquatiki. Pero la Neo Reina Serenity (contraparte futura de Usagi) activa el Cristal de Plata de esta, desde la distancia, para que pueda finalmente transformarse en Sailor Moon. Después ella huye de Némesis junto a sus amigas, en un despliegue de poder tal que provoca que el palacio Black Moon empiece a derrumbarse en ruinas. Zafiro y Diamante son rescatados por Black Lady (la más reciente aliada del clan), quien los lleva al castillo secreto del Gran Sabio en el centro de Némesis. El sabio entonces hechiza a Zafiro y a Diamante para forzarlos a obedecer sus mandatos (proporcionándole a Zafiro brevemente el poder de las "manos demoníacas"); pero Diamante es finalmente capaz de liberarse del sortilegio. Por este motivo Black Lady ordena a Zafiro, que todavía continuaba hechizado, a atacar a su hermano; muriendo así Zafiro a manos del propio Diamante.
- En el primer anime

El personaje de Zafiro fue caracterizado de una manera más agradable en el primer anime. Incluso se sugiere una pasada relación entre este y la mayor de las hermanas Ayakashi, Petz. En un flashback, Zafiro recuerda haber crecido en el inhóspito planeta Némesis junto a su hermano. En una ocasión, este le prometió que algún día irían al planeta Tierra a conocer las flores.
Zafiro (quien también aquí es quien está a cargo del reactor del Cristal Oscuro) espía una conversación del Gran Sabio, en la que le oye decir cómo planeaba engañar y sacrificar al grupo Black Moon para alcanzar sus propias metas. Luego de descubrir esto escapa del castillo de Némesis, pero no sin antes ser herido de gran gravedad. A pesar de esto, Zafiro logra huir al pasado (llevándose la única llave con la cual se puede manipular el reactor) y se despierta en el hogar de las cuatro hermanas Ayakashi; quienes han renunciado a sus perversos planes y viven ahora en el siglo XX como personas comunes y corrientes. Luego de tener una conversación con Petz, decide regresar con su hermano el príncipe Diamante, para advertirle sobre las intenciones del Gran sabio; aún sabiendo que podría morir. Una vez que está frente a él intenta decirle la verdad; pero el Gran Sabio, que lo ha acusado falsamente de traicionar al grupo Black Moon, lo mata antes de que pueda decir algo. Tras su muerte Diamante y Petz lamentan su pérdida, mientras que el primero se lleva su cuerpo.

### Green Esmeraude
Green Esmeraude (翠のエスメロード Midori no Esumerōdo?,  llamada Esmeralda en el doblaje inglés y español, y cuyo nombre también está asociado con dicha gema en el idioma original) es una de las integrantes del grupo Black Moon, quienes son los principales villanos de la segunda temporada. Es la siguiente en enfrentarse a Sailor Moon y los suyos, después de la actuación de Rubeus y las cuatro hermanas Ayakashi, y su misión también consiste en vencer a las Sailor Senshi y lograr la captura de Chibiusa. Aparece por primera vez en el palacio de Black Moon, en el futuro planeta Némesis, como una mujer de largo cabello verde que usa un vestido ajustado, largos guantes y botas de taco aguja (con altura hasta la rodilla). Si bien en un principio parece ser una dama elegante, hermosa y seductora; también es descrita como obsesiva, vanidosa y cruel. Bajo sus órdenes están dos sirvientes, los gemelos Achiral y Chiral.
A Esmeralda le gusta espiar secretamente a quien añora convertir en su enamorado: el príncipe Diamante, quien es el líder del clan de Black Moon. En el primer anime, es desquiciante por lo celosa, y tiene una sonora y chillona risa que la caracteriza. Por estas razones, era frecuentemente utilizada como un comic relief en la primera adaptación animada.
Naoko Takeuchi afirma que el diseño de otro personaje que aparece más adelante, Michiru o Sailor Neptune, fue basado en el de Esmeralda. Si bien Michiru resulta una versión más tranquila y refinada de Esmeralda, ella es igual de coqueta y fuerte.
- En el manga

A diferencia de lo que ocurre en la versión del primer anime, en el manga original Esmeralda jamás abandona el siglo 30 para viajar al siglo XX. Después de que Rubeus consigue secuestrar a Sailor Mercury, Mars y Júpiter, y traerlas al futuro, Esmeralda exige en cambio al príncipe Diamante la oportunidad de demostrar su propia fuerza y astucia. Con la aprobación de Diamante, intenta entonces tender una trampa a Sailor Moon, Venus, Tuxedo Mask y Chibiusa. Ella y los gemelos Achiral y Chiral crean una entrada falsa al Palacio de la Neo Reina Serenity, una antesala donde todos son rápidamente acorralados. Sailor Moon intenta usar su ataque Halo de la Princesa, pero es incapaz de hacerlo porque su Cristal de Plata del pasado no tiene poder en el siglo XXX. Pero Tuxedo Mask y Sailor Venus logran usar sus propios ataques, consiguiendo derribar las paredes del lugar y matar a los gemelos sirvientes de Esmeralda.
Luego de este fracaso, ella más tarde trata de recuperar la confianza de Diamante con un nuevo intento. Una vez que la soledad y depresión de Chibiusa la inducen a separarse de sus amigos, Esmeralda aprovecha la oportunidad para atacar a la niña e intentar estrangularla, usando las poderosas manos mortíferas que le ha proporcionado el Gran Sabio. Pero Sailor Moon, Sailor Venus y Tuxedo Mask acuden en su ayuda. A pesar de ello, como el poder del Cristal de Plata está inhibido por la proximidad con su equivalente del futuro, los ataques de Sailor Moon son inefectivos y Esmeralda logra reducir al grupo. Justo cuando se encuentra a punto de asesinarlos, el espíritu del rey Endymion, en medio de su desesperación por ayudar a su hija, aumenta el poder de la nueva técnica de ataque de Tuxedo Mask (Explosión de Tuxedo Mask), y con él eliminan a Esmeralda.
- En el primer anime

En la versión animada de los años 1990 a la villana Esmeralda le es encomendada la misión de viajar al siglo XX para localizar y desarrollar la energía de los "Negative points", ciertos puntos de la ciudad de Tokio capaces de generar gran cantidad de energía maligna. Esto es para abrir una puerta inter-dimensional que conecte el pasado y el futuro, y así enviar suficiente energía maligna para contrarrestar la influencia de los Crystal points (otros puntos clave de la ciudad, pero llenos de energía positiva, que en el futuro darían surgimiento a la idílica ciudad de Tokio de Cristal). Junto a varios sirvientes "droides" que la ayudan, intenta manipular dichos puntos de forma que el reino de Tokio de Cristal no pueda existir en el futuro. Luego de varios intentos frustrados por las Sailor Senshi, regresa al siglo 30 junto al príncipe Diamante. Como se entera de que este está prendado de Usagi, decide tratar de atraer su atención hacia sí misma con ayuda del Gran Sabio. Sin embargo, el Gran Sabio aprovecha la vulnerabilidad de Esmeralda para convertirla en un monstruoso dragón y enviarla a atacar de nuevo a las Sailor Senshi, tras lo cual es eliminada por Sailor Moon en defensa propia.

### Crimson Rubeus
Crimson Rubeus (紅のルベウス Kurenai no Rubeusu?, conocido simplemente como Rubeus en los doblajes inglés y español, y cuyo nombre se deriva del rubí) es uno de los antagonistas que hizo su aparición tanto en la versión del manga, en el arco argumental conocido como Black Moon, como en las sagas de Sailor Moon R (episodios 47-89) de la versión del primer anime y de la temporada 2 de Sailor Moon Crystal.
Rubeus, miembro del grupo Black Moon, proviene del futuro en el siglo 30. Él es quien da las órdenes a las cuatro hermanas Ayakashi, con quienes viaja al pasado para capturar a Chibiusa y poner en marcha el plan de modificar el curso de la Historia. Es caracterizado como un individuo "temperametal", "intenso" y "radical". Su apariencia es la de un hombre de ojos rojos y cabello corto de igual color que asciende hacia arriba en forma de llama. Viste botas y chaleco de cuero, y su piel es más oscura en comparación con la de otros miembros del clan; los hermanos Diamante y Zafiro.
Rubeus tiene la capacidad de levitar en el aire así como de lanzar rayos de energía oscura de sus manos. En Sailor Moon R, Rubeus y las cuatro hermanas Ayakashi utilizan una extraña nave espacial para viajar al siglo XX. Si bien una de las hermanas, Koan (o "Karmesite"), está enamorada de él en esta adaptación; él la humilla con frecuencia por tener un sentimiento que considera ridículo e inútil.
- En el manga

En la versión del manga y de Crystal, Rubeus y las hermanas Ayakashi tienen como misión inicial guiar a los "droides" del grupo Black Moon a infiltrarse en la sociedad de Tokio del siglo XX. Con el objetivo de ir apoderándose de la ciudad poco a poco, como parte de su plan de cambiar la Historia, los "droides" matan a varios de los ciudadanos con el motivo de tomar su lugar y así hacerse pasar por personas normales. Como Sailor Moon y sus amigas, las Sailor Senshi, descubren a estos monstruos y empiezan a destruirlos, Rubeus y las hermanas Ayakashi se enfrentan a ellas. Sin embargo el líder del Clan de la Luna Negra, el príncipe Diamante, les ordena raptar a las Sailor Senshi y llevarlas al siglo 30 para obligar a Sailor Moon a viajar al futuro a rescatarlas.
Rubeus envía a cada una de las hermanas Ayakashi a secuestrar a una de las Sailor Senshi, pero sus oponentes son capaces de derrotar y eliminar a las Hermanas sin problemas. Luego de su fracaso, el propio Rubeus entra en escena para raptar a Sailor Mars, Sailor Mercury y Sailor Jupiter sucesivamente; pero Sailor Moon lo detiene antes de que logre llevarse también a Sailor Venus. Aun así, este logra transportar a Sailor Mars, Mercury y Júpiter al siglo 30, aprisionándolas en una celda subterránea bajo el castillo de Black Moon en Némesis. Después, cuando Sailor Moon es también traída allí como prisionera, él y Diamante se regocijan ante el sufrimiento de la muchacha; hasta que ella logra reactivar su Cristal de Plata. Rubeus, al ver increíble potencial de su poder, decide abandonar a Black Moon y escapar; pero el Gran Sabio lo mata antes de que pueda huir del planeta Némesis.
- En el primer anime

Rubeus y las hermanas Ayakashi viajan al siglo XX para perseguir a Chibiusa y arrebatarle el Cristal de Plata del siglo 30, el cual creen que ella tiene en su poder. Esto los lleva a enfrentarse y luchar contra las nuevas aliadas de la niña: Sailor Moon y las Sailor Senshi del Sistema Solar Interno. Más tarde, como parte de su plan de cambiar la Historia, otra de sus misiones comienza a ser la de eliminar los "crystal points"; es decir, ciertos puntos clave de la ciudad de Tokio que en el futuro darán surgimiento a la idílica ciudad de Tokio de Cristal. Rubeus es el encargado de indicar a las hermanas Ayakashi en qué lugar deben realizar su misión y asegurarse de que todo salga perfecto; puesto que tiene una gran responsabilidad ante el príncipe Diamante, líder absoluto del Clan de la Luna Negra o Familia de la Luna de las Tinieblas. Sin embargo, luego de que las Hermanas renuncian voluntariamente a Black Moon él es quien queda a cargo de realizar su misión, personalmente.
Una vez que sus otras estrategias fallan, Rubeus secuestra a las cuatro Sailor Senshi del Sistema Solar Interno al mismo tiempo. Usándolas como rehenes, consigue atraer a Sailor Moon a una trampa, a bordo de su nave espacial. Una vez que Sailor Moon aborda la nave, ambos comienzan un duelo a muerte en donde Sailor Moon gana, aunque no asesina a Rubeus. Pero él, en un intento de matar a todas las Sailor Senshi, programa su nave para que se autodestruya. Aun así, las Sailor usan su poder de teletransportación y logran escapar. Rubeus entonces queda solo, atrapado en su nave, y muere; no sin antes ver cómo Esmeralda (Esmeraude) lo abandona con crueldad a su suerte, justo cuando la nave explota.

### Black Lady
Black Lady (ブラック・レディ Burakku Redi?, llamada Dama Negra en el doblaje de España) es una versión adulta de Chibiusa parecida a un doppelgänger malvado de ella misma, pero ya mayor. Bajo la apariencia de la malévola Black Lady, Chibiusa está al servicio del clan Black Moon. Black Lady es el lado oscuro de Chibiusa, el cual es manipulado y traído a la luz por la magia del Gran Sabio (Wiseman), quien se aprovecha de la vulnerabilidad emocional de la niña para transformarla en una herramienta para sus propios planes.
Black Lady nace de la oscuridad en el corazón de Chibiusa. Puesto que ella había tomado sin permiso el Cristal de Plata, el cual era necesario para proteger a su mundo; se culpa a sí misma de todos los ataques de Black Moon sobre Tokio de Cristal. Llena de sentimientos oscuros, como la soledad y la culpa, se convierte en presa fácil del enemigo, y pronto cae en una trampa tendida por el Gran Sabio. Bajo el hechizo de este, su mente y cuerpo son modificados hasta convertirla en una especie de mujer fatal, que aparece como una nueva aliada del clan Black Moon y se compromete a ayudarlos a ganar la batalla contra Sailor Moon y las Sailor Senshi.
- En el manga

Con esta nueva apariencia, ella aparece por primera vez delante de Tuxedo Mask, atrayendo al joven hacia una trampa para capturarlo. Luego salva al príncipe Diamante y a su hermano Zafiro en el momento en que el Cristal de Plata de Sailor Moon, habiendo recuperado su poder, causa que el palacio de Black Moon en Némesis comience a desmoronarse. El Gran Sabio hipnotiza a los hermanos para que estén bajo las órdenes de Black Lady, mientras ella misma hipnotiza y trata de seducir a su futuro padre.
Con las fuerzas de su bando renovadas, Black Moon lanza su último ataque a Tokio de Cristal, iniciando una batalla en la que todos se percatan de que Black Lady no es otra que Chibiusa. Sin embargo, la personalidad de ella ha sido modificada hasta el punto que incluso se rehúsa a reconocer a su juguete, Luna Pelota, como suyo. Entonces es cuando, inesperadamente, el príncipe Diamante se libera del control de Black Lady. En su deseo de salvar el honor que le queda al clan, mata a Zafiro y roba los dos cristales de plata para intentar unirlos, y causar así la destrucción del mismo universo. Tal intento es frustrado inmediatamente por Sailor Pluto, al usar su poder especial para detener el Tiempo, dándole a Sailor Moon la ocasión de recuperar los cristales.
El poder de detener el Tiempo sólo puede usarse a costa de la vida de la propia Sailor Pluto. Como consecuencia de haberlo utilizado, por lo tanto, ella muere. Al ver la muerte de quien fuera antes su amiga más íntima, Black Lady no puede evitar llorar. Entre sus lágrimas, se transforma de nuevo en Chibiusa, y luego en Sailor Chibi Moon, legítima hija de Sailor Moon, quien se redime ayudando a Sailor Moon a derrotar al Gran Sabio.
- En el primer anime

En la versión del anime de los años 1990, Black Lady desprecia a su familia y a las Sailor Senshi porque se cree odiada por todos, a raíz de que sus recuerdos han sido distorsionados por el Gran Sabio. Estos pensamientos la llevan a participar en los planes de Black Moon para destruir el mundo; ella es incluso capaz de resistirse a ser regresada a la normalidad por el cristal de plata y llega a utilizar a Luna Pelota como su instrumento de ataque. No obstante, el amor de su familia finalmente logra convencerla del engaño del Gran Sabio y revertirla de regreso a su forma original. Después de esto ella ayuda a su madre, con el poder del Cristal de Plata del futuro, a destruir al Gran Sabio definitivamente. Su identidad como Sailor Chibi Moon la asume cuando vuelve del futuro algún tiempo después de la derrota de Black Moon y el surgimiento de los Death Busters.

### Las Hermanas Ayakashi
Las hermanas Ayakashi (あやかしの四姉妹
 Ayakashi no Yon Shimai?, conocidas como "Las Cuatro Hermanas de la Maldad" en España y como "Las Cuatro Hermanas de la Persecución" en Latinoamérica) son un cuarteto de cuatro mujeres jóvenes, reconocidas oficialmente como familia, las principales subalternas de Rubeus y pertenecientes dentro del grupo de Black Moon, "La Luna de las Tinieblas".
Subordinadas a los demás miembros de Black Moon, una vez que viajan al siglo XX ellas resultan ser las primeras integrantes de este malévolo grupo en presentarse ante Sailor Moon y sus amigos; apareciendo además como una especie de contraparte negativa para cada una de las cuatro Sailor Senshi guardianas de Sailor Moon (Sailor Mars, Mercury, Venus y Júpiter). Caracterizadas individualmente con colores simbólicos y personalizados (igual que las Sailor Senshi), cada una de ellas es capaz de emplear una técnica de ataque o un poder elemental similar al utilizado por una de las compañeras de equipo de Usagi. En un principio, ellas atacan por turnos mientras intentar cumplir diferentes misiones encomendadas por Rubeus (quien a su vez sigue las órdenes del Príncipe Diamante). En el manga y en Crystal viajan al pasado en forma separada, y raramente se las muestra juntas; pero después de que las primeras dos fracasan, las hermanas van haciendo de sus misiones sus asuntos personales e intentan vengarse mutuamente. Finalmente, todas son sucesivamente derrotadas y perecen. En la saga de Sailor Moon R del primer anime, en cambio, las cuatro aparecen juntas en el siglo XX; donde conviven bajo un mismo techo y compiten por el favor de Rubeus, riñendo con frecuencia entre sí; hasta que Sailor Moon las va convirtiendo una a una en buenas personas gracias a su técnica mágica de poder redentor realizada con el Cristal de Plata, "Moon Crystal Power" ("Poder del Cristal Lunar").
El epíteto con el que se denomina a este cuarteto de personajes, "Ayakashi" (あやかし Ayakashi?), significa "sospechoso" o "misterioso"; mientras que los nombres individuales de las hermanas son: Kōan, Berthier, Petz y Calaveras.

#### Kōan
Kōan (コーアン Kōan?, Karmesite en el doblaje al español) es la menor de las cuatro hermanas Ayakashi que sirven al grupo Black Moon, el equipo de villanos que aparece en la segunda temporada. Su nombre proviene del nombre japonés del mineral quermesita, "Kōankō" (紅安鉱 / こうあんこう Kōankō?). Ella es la contraparte enemiga de Sailor Mars puesto que puede manipular el fuego. Llega al Tokio del siglo XX con la misión de encontrar a una persona con el nombre clave de "conejo". Esto es para consumar la venganza de Black Moon en contra de Tokio de cristal, atacándolos en su punto más débil; el pasado.
La autora de la serie describe a Kōan como la dueña de una voz "adulta" y "sexy".
En la primera versión animada (Sailor Moon R), su técnica de ataque se llama "Fuego Oscuro" (ダルク・ファイヤー Dark Fire?).
- En el manga

Ella es la primera hermana en aparecer y le es encomendada la primera misión 001: "reconocimiento". Esta misión consiste en viajar al siglo XX y ayudar a los droides de Black Moon a infiltrarse entre la gente corriente, por lo cual Koan mata a numerosas personas con sus poderes pyrokinéticos. Eventualmente, es descubierta por Rei Hino.
Al aceptar una invitación de Kotono, la joven presidenta del club de fanáticos de lo paranormal (quienes deseaban que ella se uniera al club a toda costa), Rei ve por casualidad a Kōan actuando como la presidenta de un club rival al de Kotono, el club llamado "Black Moon."
Kōan usa sus poderes para crear el pánico en el colegio, anunciando falsas predicciones acerca de la muerte de los alumnos. Esto obliga a Rei y a Kotono a ir en busca de las monjas superioras, para tratar de detener a Kōan y apaciguar al resto de los estudiantes. Al encontrar envuelto en llamas el cuerpo de una de las monjas, Rei se da cuenta de que esta ha sido reemplazada por una impostora, una falsa "monja" que lleva en la frente la extraña marca de una luna negra reciente. Tras advertir a Usagi sobre el ataque se transforma en Sailor Mars. Kōan, dispuesta a pelear con esta, se presenta en compañía de sus monstruos, un grupo de golems llamados droides. Sailor Mars reduce a los droides utilizando sus nuevos poderes Fuego de Mándala, pero Koan usa su poder para encerrarla en una especie de poderosa jaula de llamas de fuego. Sailor Moon y Tuxedo Mask se unen a la batalla y Sailor Moon logra derrotar a Kōan con su segundo ataque, una técnica llamada "El Halo de la Princesa". Después intentan liberar a Sailor Mars, pero antes de que puedan lograrlo aparece Rubeus, otro de los miembros de Black Moon, quien rapta a la joven frente a sus ojos.
- En el primer anime

Ella es mostrada con una personalidad mucho más banal, orgullosa, sensible y desquiciante que su contraparte gráfica, además de que está enamorada de Rubeus en esta historia alternativa. Después de muchos fracasos y grandes problemas con el resto de las Hermanas de la Persecución, Kōan intenta impresionar a Rubeus regalándole un perfume y jurándole capturar al “conejo” (Chibiusa). Pero más tarde, cuando Sailor Mars se presenta para defender a su amigo Yuichirou y a Chibiusa de un ataque de Kōan, ella queda gravemente lastimada, e intenta buscar refugio en Rubeus. Sin embargo este se burla cruelmente al igual que sus hermanas y rompe el perfume que ella antes le otorgara. Adolorida, Kōan ataca salvajemente a todas las Sailor Senshi hasta quedar desfallecida. Luna entonces le sugiere a Sailor Moon que intente utilizar el Cristal de Plata para ir en su ayuda. Con su poder, ella logra redimir y purificar a Kōan, quien a partir de ese momento renuncia a los malvados planes del grupo Black Moon y se separa del resto, adoptando la identidad de una vendedora de cosméticos común y corriente.

#### Berthier
Berthier (ベルチェ Beruche?, Berthierite en la versión de España y Berjerite en la versión latina) es una de las cuatro hermanas Ayakashi que sirven al grupo Black Moon, el equipo de villanos que aparece en la segunda temporada. Su nombre proviene del mineral berthierita. Si bien es la segunda en hacer aparición en la serie, ella es la penúltima menor de las hermanas y la contraparte antagonista de Sailor Mercury, puesto que puede manipular el agua y competir con ella tanto en inteligencia como en su prodigioso talento para el ajedrez. Ella es quien continúa los planes de Black Moon en el siglo XX luego de la derrota de Kōan.
La voz de Berthier es descrita como "azucarada" y "ceceante".
Su técnica de ataque en la primera versión animada (Sailor Moon R) se llama "Agua Oscura" (ダルク・ウォーター Dark Water?).
- En el manga

Berthier al igual que Kōan anhela servir al grupo de Black Moon, razón por la cual decide ejecutar la misión 002, "eliminar". Asume la identidad de una famosa y mundialmente reconocida radiestesista, haciendo alarde de los poderes sobrenaturales de su péndulo (que en realidad es un fragmento del cristal oscuro) con el cual sostiene que puede encontrar absolutamente cualquier cosa. Posteriormente, Berthier desafía públicamente a la estudiante prodigio, Ami Mizuno, a un partido de ajedrez, con el pretexto de tener una rivalidad digna y amistosa. Sin embargo, cuando Ami se presenta, Berthier revela su verdadera forma y llama a la muchacha por su nombre de justiciera, "Sailor Mercury". Ami, al advertir que esta es su adversaria y además conoce su verdadera identidad, rápidamente se transforma en Sailor Senshi para luchar contra ella, al igual que Makoto y Usagi. Sin embargo, unos monstruos llamados "droides" acuden en ayuda de Berthier, y por si fuera poco esta última captura a Ami en una enorme burbuja de agua. Sailor Moon ataca con su técnica "Halo de la Princesa" y mata a Berthier, pero Rubeus vuelve aparecer y rapta a Sailor Mercury de la misma manera que hizo con Sailor Mars.
- En el primer anime

Berthier conserva su papel de la tercera hermana de las cuatro, así como también con una participación mucho más larga que la del manga. En este caso Berthier es presentada como una joven fría, arrogante y muy dependiente de las opiniones de sus otras dos hermanas. Al igual que Kōan, a Berthier también le es dada finalmente una última oportunidad de eliminar a las Sailor Senshi, pero bajo la condición de no traicionar a sus hermanas como había hecho aquella.
Como resultado, Berthier va en busca de uno de los "crystal points" (lugares que constituyen puntos de base para el surgimiento del futuro Tokio de Cristal), descubriendo que se trata de una torre de ajedrez, en donde se realizarán diversos torneos. Por eso decide participar en el torneo, como parte de su plan para ejercer una influencia maligna sobre ese lugar y así ayudar al grupo Black Moon a cambiar el curso de la Historia. Aun así, durante su misión, Ami Mizuno la confronta transformándose en Sailor Mercury frente a Berthier, lo que provoca que esta tome de rehenes al resto de las Sailor Senshi y rete a Sailor Mercury a un duelo de ajedrez a muerte. Berthier casi logra asesinar a Mercury, pero es rápidamente frenada por Tuxedo Mask. Entonces ella recurre a la ayuda de sus otras dos hermanas, Petz y Calaveras, sólo para ser traicionada por estas. Deprimida, Berthier intenta suicidarse, pero antes de que lo logre es consolada por su hermana Kōan, y posteriormente purificada con el Cristal de Plata de Sailor Moon.

#### Petz
Petz (ペッツ Pettsu?, Petsite en la versión de España y Petzite en la versión latina) es la mayor de las cuatro hermanas Ayakashi que sirven al grupo Black Moon, el equipo de villanos que aparece en la segunda temporada. Su nombre proviene del mineral petzita. A su vez, ella es la contraparte antagonista de Makoto Kino (Sailor Júpiter), y en las adaptaciones animadas posee la capacidad de atacar con fuertes relámpagos de energía oscura; por lo cual sus vestimentas varían entre varias tonalidades del color verde y sus ataques constan de electricidad.
Según la autora de la serie, Petz posee una voz baja y amenazadora, y es también capaz de manipular a las plantas y los animales.
En la adaptación de Sailor Moon R usa una técnica de combate conocida como "Trueno Oscuro" (ダルク・サンダー Dark Thunder?).
- En el manga

Tras enterarse de la muerte de sus otras dos hermanas, Petz completamente sedienta de venganza comienza a elaborar un plan maligno llamado "código 003: renovación". El plan consiste en esparcir una extraña epidemia de fiebre a través de repetidas lloviznas. La enfermedad acaba infectando a muchos personajes, entre ellos a Makoto. Una vez que la epidemia consigue que buena parte de la población de Tokio deba guardar reposo absoluto en sus hogares, Petz les ordena a los droides tomar la identidad de los infectados y acabar con los originales. De tal manera Makoto es atacada por un Droido que toma su forma, no sin antes lograr advertirle sobre esto a Usagi y a Minako. Makoto se transforma en Sailor Jupiter y consigue eliminar a la impostora droido para ir a enfrentarse con Petz. Transformada en la guerrera Sailor Júpiter, usa su ataque "Huracán de Flores", pero sin lograr herir a Petz, quien con ayuda del poder del Cristal Oscuro crea un enorme tornado eléctrico que aprisiona a Sailor Júpiter. Sailor Moon, enfurecida, usa su ataque "Halo de la Princesa" para acabar con Petz, mientras que Rubeus vuelve a aparecer para raptar a Sailor Jupiter.
- En el primer anime

Por el hecho de ser la hermana mayor, Petz actúa como la líder y voz de la razón del cuarteto de Hermanas Ayakashi; un rol que le es disputado con frecuencia por Calaveras y de cierta manera evocando la ligera rivalidad entre dos de las Sailor Senshi, Makoto (Sailor Jupiter) y Minako (Sailor Venus). Aun así, la relación entre ambas se basa en el amor-odio y la rivalidad que se tienen. Después de que sus hermanas pequeñas, Kōan y Berthier, cambian de bando; a las dos les encomiendan la tarea de eliminar a las Sailor Senshi con la ayuda de un cetro sobrenatural que aumenta el poder eléctrico de Petz. Esto acaba convirtiendo a esta en una persona más egoísta, ambiciosa y sádica, hasta el punto que casi asesina a sus redimidas hermanas, al igual que a Calaveras. Sin embargo, su perspectiva cambia cuando se entera de que Rubeus sólo la había estado manipulado, para eventualmente intentar asesinarla junto a las Sailor Senshi. Petz, completamente arrepentida, intenta redimirse al concentrar su poder para destruir el cetro, tras lo cual es rescatada por Calaveras. Más tarde, ella y Calaveras son purificadas por Sailor Moon con el cristal de plata.

#### Calaveras
Calaveras (カラベラス Karaberasu?, Calaverite en el doblaje de España y Kalaberite en el doblaje latino) es la segunda hermana mayor de las cuatro hermanas Ayakashi que sirven al grupo Black Moon, el equipo de villanos que aparece en la segunda temporada. Su nombre proviene del mineral calaverita. Caracterizada como la contraparte rival de Sailor Venus, en Sailor Moon R es capaz de atacar muy diestramente con un látigo, mientras que en el manga y en Crystal posee más bien habilidades de médium, donde su poder se basa en la manipulación del estado mental de las personas. Gracias a sus dotes de canalización, en dichas versiones ella es capaz de comunicarse con entidades sin cuerpo físico, como por ejemplo fantasmas o, en el caso del manga, con sus ya fallecidas hermanas. En la primera versión animada también fue, además, la única de las Hermanas Ayakashi que logró atraer hacia sí el interés de Rubeus, en forma breve.
Calaveras posee una voz aguda, y su técnica de ataque en la primera adaptación televisiva recibe el nombre de "Látigo Oscuro" o "Belleza Oscura" (ダルク・ビュート Dark Beauty?).
- En el manga

Para utilizar sus poderes y vengar a sus fallecidas hermanas, Calaveras decide dirigir la misión "código 004: resurrección". Su plan consiste en hacer apariciones públicas en los medios de comunicación, y persuadir a la gente del siglo XX sobre la existencia de unos entes superiores llamados "Black Moon". Presentándose como una poderosa médium, ella sostiene que los Black Moon son entes espirituales cuyo propósito es guiar a la humanidad por el camino correcto, salvándolos de una futura amenaza del Reino de la Luna. Eventualmente, con esta estratagema y gracias el poder del Cristal Oscuro, consigue hechizar a los espectadores del programa y corromper sus mentes. Sin embargo, tanto Minako como Usagi se dan cuenta del muy obvio desafío que les incita Black Moon a través de Calaveras, y deciden confrontarla. Desgraciadamente, Chibiusa por razones desconocidas y bajo dilemas inciertos roba el Cristal de Plata de Usagi, quien se ve obligada a ir tras ella, lo que fuerza a Sailor Venus a enfrentarse sola a Calaveras. Sailor Venus intenta parar la transmisión en vivo del programa mientras Calaveras usa sus poderes de médium para concentrar la energía de los espíritus de sus hermanas y atacar a Venus. Por otra parte Usagi alcanza a Chibiusa, consiguiendo recuperar su Cristal de Plata antes de que ambas sean atacadas por Rubeus. Tuxedo Mask aparece para defender a Usagi y Chibiusa con su nuevo y poderoso ataque llamado Explosión de Tuxedo Mask, hiriendo de gravedad a Rubeus e impidiéndole ir a secuestrar a Sailor Venus. Sailor Moon usa el Halo de la Princesa y mata a Calaveras, acabando con el clan de las hermanas Ayakashi.
- En el primer anime

Calaveras asume el rol de la hermana mayor mandamás, al igual que Petz, además de ser asignada a misiones junto a esta última, lo que ocasiona que ambas tengan constantes peleas entre ellas. Sin embargo una vez que reciben la misión de acabar con las Sailor Senshi y con sus propias y "traidoras" hermanas, Calaveras y Petz inician una feroz batalla en la que descubren que Rubeus las estuvo manipulando todo el tiempo para acabar con sus enemigos. Calaveras trabaja junto a las Sailor Senshi para prevenir su propia aniquilación y posteriormente es purificada junto a su hermana por el cristal de plata.

### Los Hermanos Boule

#### Achiral & Chiral
Achiral (アキラル Akiraru?) y Chiral (キラル Kiraru?), hermanos gemelos sirvientes de Black Moon, son los únicos sirvientes de Esmeralda que aparecen en todas las versiones de la serie y en el libro de arte Colección de materiales de la autora Naoko Takeuchi. Se trata de dos jóvenes de largo cabello plateado y una luna negra creciente en la frente, los cuales resultan casi idénticos en su apariencia física. Sus nombres provienen de una propiedad de las sustancias, según la cual estas pueden dividirse en quirales y aquirales.
- En el manga

En el manga y en Crystal, ellos se presentan como los "Hermanos Boulé" (人造宝石ブラザーズ / ブールブラザーズ Būru Burazāzu?, "Hermanos de las Piedras Artificiales" en la versión española) y son los dos últimos miembros humanos del Clan de Black Moon en hacer aparición. Bajo las órdenes de Esmeralda, logran atraer a Sailor Moon, Sailor Venus, Chibiusa y Tuxedo Mask a una trampa a través de una entrada falsa al castillo de Tokio de Cristal del siglo 30; donde son derrotados por Tuxedo Mask y Sailor Venus.
- En el primer anime

Estos personajes también reciben el nombre de "Hermanos de Piedras Artificiales (人造宝石ブラザース / じんぞうほうせき ブラザース Jinzōhōseki  Burazāzu?) en un artbook oficial de la 2ª temporada del anime de los años 90. En Sailor Moon R, aparecen como dos sirvientes utilizados por Esmeralda en el episodio 81. En dicha ocasión, son traídos al siglo XX para ayudar a Esmeralda a hechizar a todos los estudiantes y maestros en la escuela de Chibiusa, causando que se peleen entre sí. Finalmente, son derrotados por Sailor Moon y sus amigas. En algunas fuentes se les cataloga como "droides" debido a que sólo aparecen en un solo episodio del anime; sin embargo, Achiral y Chiral muestran muchas características que los diferencian de los droides: cuentan con la marca de Black Moon en la frente y aretes hechos de Cristal Negro como el resto de los miembros del Clan (en vez de la joya que usan los droides), los droides en el anime son todos mujeres, al ser derrotados Chiral y Achiral no se convierten en una pila de arena como los droides, y cuentan con una participación en el manga similar a la de las Hermanas Ayakashi. Su participación en el anime se puede equiparar con las de Tellu, Viluy y Cyprine & Ptilol de los Death Busters, quienes también aparecen en un solo episodio en su temporada cada una.

### Droides
Los droides (ドロイド Doroido?, llamados "droidas" en el doblaje de España y "droidos" en el doblaje latino), peones empleados por los miembros del Clan Black Moon, son un tipo de gólems creados a partir del poder del Cristal Oscuro y utilizados para ayudarlos a realizar sus malévolos planes; como por ejemplo en sus intentos de cambiar la Historia al infiltrarse en la ciudad de Tokio del siglo XX, o en sus combates contra las Sailor Senshi. En el manga al igual que en Sailor Moon Crystal, suelen atacar en grupo y no muestran signos de personalidad individual ni sentimientos humanos. Al tomar forma humana, son distinguibles por tener una marca de luna negra creciente en la frente. Son creaciones de Zafiro. En el anime de los años 1990, en cambio, los droides eran más bien caracterizados como los "villanos del día"; por lo que sólo uno de ellos era enviado en cada episodio a enfrentar a las Sailor Senshi, y todos ellos se presentaban antes por su nombre propio. Sólo en dicha versión, todos los droides poseían rasgos, poderes y características completamente individualizados y diferenciados entre sí; a diferencia de como ocurre en el manga.